# Плигин, Прокофий Дмитриевич
Прокофий Дмитриевич Плигин (род. ок. 1793 — годы активности: первая половина XIX века) — русский предприниматель-фабрикант и химик-технолог.

## Биография
Выходец из семьи крепостных крестьян, и, даже разбогатев, сам всю свою жизнь оставался крепостным. По состоянию на конец 1820-х годов был крепостным графини Е. В. Литта, после смерти которой (1829) Плигина, в то время — уже успешного и известного предпринимателя, унаследовала как собственность её дочь от первого брака, княгиня Е. П. Багратион (вдова полководца).
Крепостные крестьяне того времени, в некоторых случаях, практиковали, с согласия господ, отхожие промыслы. Таки Прокофий мальчиком, по поручению отца отправился на заработки в Москву, где поступил посыльным в лавку к торговцу сургучом купцу Тяпкину.
Работал у Тяпкина достаточно долгое время. Регулярно бывая по его делам на сургучных заводах, изучил весь процесс производства сургуча. Повзрослев и накопив денег, ушёл от Тяпкина и основал свою сургучную фабрику. Внёс некоторые изменения в производство и состав своей продукции, в результате чего сургуч фабрики Плигина считался в пушкинское время лучшим в России. Объём производства вырос до 6 000 пудов в год, сургуч фабрики Плигина продавался во многих русских городах; часть его шла на экспорт. За выдающееся качество своего сургуча Плигин на Московской промышленной выставке в 1831 году был награжден почётной медалью.
Далее, заинтересовавшись технологией производства киновари, Плигин основал и киноварную фабрику. Здесь он также внёс изменения в состав продукции, в результате чего, плигинская киноварь, по отзывам современников «превосходила распространенную тогда австрийскую и голландскую и почти не уступала китайской». К 1833 году киноварная фабрика Плигина выпускала до 1 000 пудов киновари в год; параллельно с ней работала и сургучная.
Кроме того, Плигин имел в Москве табачную фабрику и макаронную фабрику, одну из первых в России.

## Личная жизнь
Жена Матрёна Семёновна, дети Иван (род. ок. 1822), Елена (род. ок. 1826), Сергей (1830—1831), Анастасия (род. 1831) и др.